# Madhyamaka

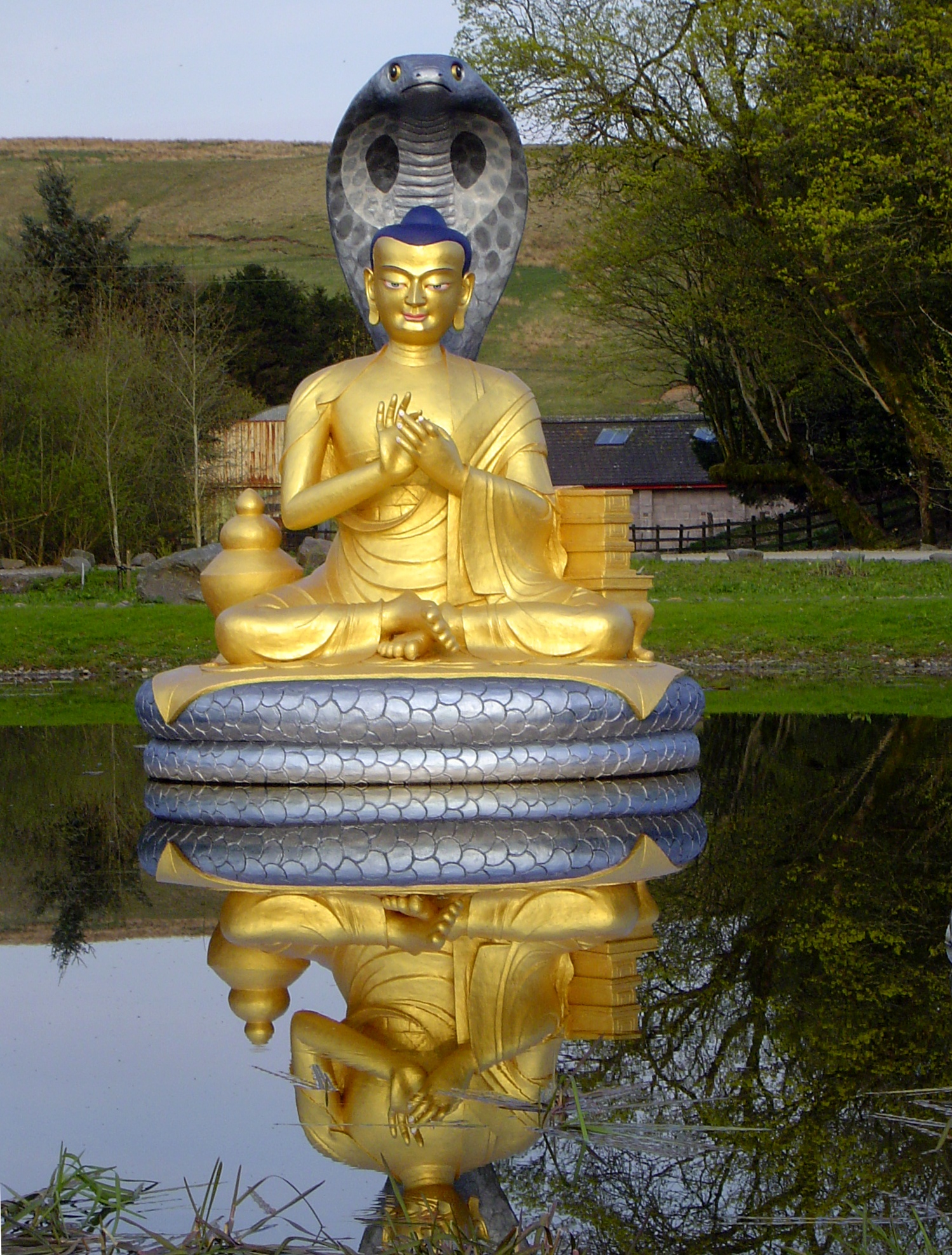
Statua moderna di Nāgārjuna, conservata presso il monastero di tradizione tibetana Samye Ling (Eskdalemuir, Scozia). Nāgārjuna è protetto da un nāga e possiede la caratteristica uṣṇīṣa posta in cima alla testa. Nāgārjuna possiede questo "segno" del Buddha in quanto, secondo la tradizione, avendo egli insegnato la dottrina della vacuità (śūnyatā), avrebbe messo in moto il secondo giro della Ruota del Dharma (dharmacakra). Le mani sono nel "gesto di avviamento della ruota della dottrina" (dharmacakrapravartamudrā): pollice e indice della mano destra formano la ruota, mentre il dito medio della mano sinistra la mette in moto.

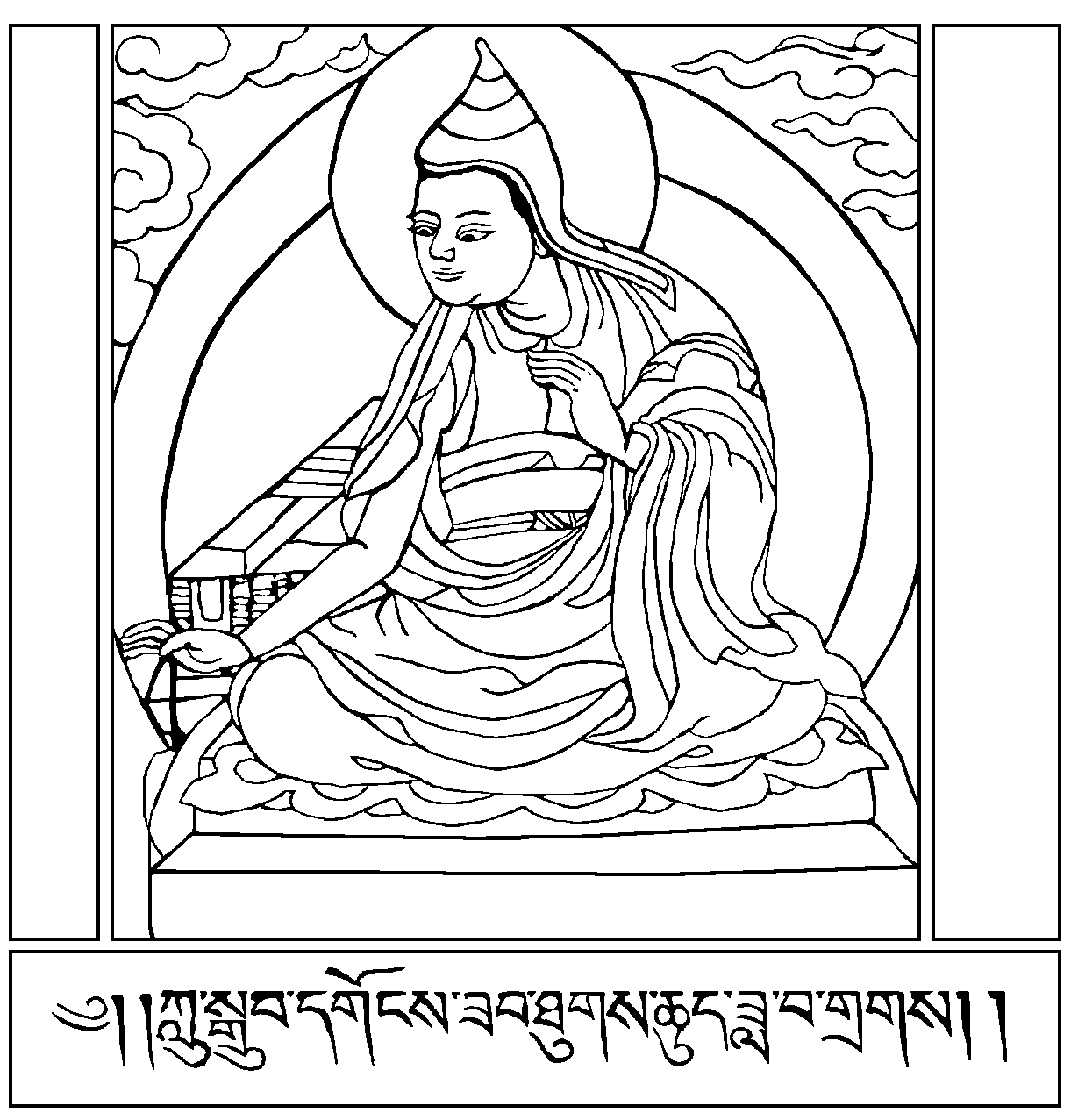
Ritratto di Candrakīrti. La mano destra è nel "gesto di rinuncia" (śramaṇamudrā), la mano allontanata dal corpo e posta verso il basso indica l'abbandono dei piaceri mondani. La mano sinistra è invece nel "gesto del conteggio (gaṇanamudrā), il pollice nascosto può contare fino a dodici falangi per numerare le preghiere.

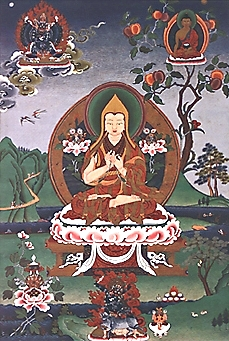
Ritratto di Tsong Khapa. Le mani sono nel "gesto di avviamento della ruota della dottrina" (dharmacakrapravartamudrā): pollice e indice della mano destra formano la ruota, mentre il dito medio della mano sinistra la mette in moto. In alto alla sua sinistra si pone la figura del Buddha Shakyamuni mentre alla sua destra è collocata la figura di Yamāntaka nella forma di Vajrabhairava.

Con l'aggettivo sanscrito Madhyamaka (devanāgarī, मध्यमक; cinese 中觀 pinyin  Zhōngguān Wade-Giles Chung-kuan; giapponese Chūgan, coreano 중관 Chunghwan; tibetano: dBu ma) si indica la "medietà" ovvero la dottrina che persegue il Madhyamapratipad ("Via di Mezzo", cinese: 中道, Zhōngdào, giapponese: Chūdō, tibetano: dBu'i lam).
La dottrina del madhyamaka è a fondamento della scuola buddista Mahāyāna detta dei Mādhyamika (cinese: 中道宗, Zhōngdào zōng; giapponese: Chūdō shū; anche 中觀派, Zhōngguān pài; giapponese: Chūgan ha).
I Mādhyamika sono quindi una delle principali scuole del Buddismo indiano, fondata dal maestro buddista Nāgārjuna (150-250) nel secondo secolo d.C. e diffusasi in tutta l'India, nell'Asia centrale, in Cina, Corea, Vietnam, Giappone e in Tibet.
Tale dottrina prende il nome e deriva dalla principale opera di Nāgārjuna, il Mūla-madhyamaka-kārikā (conosciuto anche come Madhyamaka-kārikā, Prajñāmamūlamadhyamakakārikā o Madhyamaka-śāstra, cin. 中論 Zhōnglùn, giapp. Chūron, tib. dBu-ma rtsa-ba'i thsig le'ur byas-pa shes-rab ces-bya-ba, "Le stanze del cammino di mezzo"), composta in 448 strofe divise in 27 sezioni, corrispondendo a una critica serrata agli insegnamenti esposti negli Abhidharma delle scuole del Buddismo dei Nikāya.

## La dottrinaMadhyamakadi Nāgārjuna
La dottrina Madhyamaka espressa nell'opera di Nāgārjuna si fonda sulla vacuità (sanscrito शून्यता, śunyātā, cin.: 空 kōng, giapp. kū, tib. stong-pan-yid) e corrisponde ad una critica serrata delle dottrine ad impronta realistica dibattute all'epoca in India, soprattutto presso le scuole filosofiche Sāṃkhya e presso la scuola buddista Sarvāstivāda, le quali, anche se in modo differente, ritenevano che ad alcuni concetti da loro espressi corrispondevano delle realtà sostanziali.
La critica di Nāgārjuna si rivolge soprattutto alla dottrina che sosteneva i "fenomeni" come dotati di natura propria o "essenza" (svabhāva), tale critica equivaleva a sostenere che nulla aveva una propria realtà intrinseca e indipendente se non nelle cause e condizioni (pratītyasamutpāda, cin. 十二因緣 shíèryīnyuán, jūni innen, tib. rten 'brel yan lag bcu gnyis) dalle quali il fenomeno scaturisce.
Questa critica fondata sulla vacuità è, secondo Nāgārjuna, un recupero dell'autentico insegnamento del Buddha Śākyamuni, ma Nāgārjuna introduce in questa critica anche la dottrina dell'"interdipendenza dei fenomeni" ogni cosa dipende nella sua natura da tutte le altre, ogni fenomeno preso di per sé è vuoto di una sua "sostanzialità" inerente (non esiste di per sé ma solo in relazione agli altri). I fenomeni hanno di fatto natura istantanea, il che significa che quando un fenomeno è venuto in essere ciò che lo causa è già necessariamente finito. L'importante implicazione filosofica che scaturisce da questa dottrina è che non è possibile stabilire una comprovata continuità dei fenomeni, e perciò, che essi mancano di natura intrinseca. Così ogni fenomeno, fisico o mentale che sia, può manifestarsi proprio perché privo di una sua natura inerente. Questa vacuità generalizzata si manifesta nella non dualità per la quale persino:
(Nāgārjuna, Mūla-madhyamaka-kārikā, XXV, 19-20)
(Nāgārjuna, Mūla-madhyamaka-kārikā, XXV, 19-20; 中論 Zhōnglùn, T.D. 1564)
La vacuità peraltro non va intesa come l'ennesimo discorso sulla natura delle cose, ma va presa piuttosto come uno strumento che, man a mano che de-ontologizza, produce il vuoto negli interlocutori privandoli di qualsivoglia appiglio teorico al quale essi possano attaccarsi per continuare a interporre tra sé e il mondo una qualche rappresentazione di senso. Per tale motivo, la funzione della dialettica nāgārjuniana e della vacuità in essa operante è strumentale e deostruente: non serve cioè a produrre una teoria del vuoto, ma a negare ogni contenuto di pensiero determinato dimodoché si sia in grado di cogliere la realtà così com'è, al di là dell'attività di proliferazione concettuale (prapañca).
In ultima analisi, il discorso serve a vanificare se stesso, non a pervenire dialetticamente alla verità, cui si perviene invece col collasso del pensiero discorsivo su se stesso in virtù dello smarrimento ingenerato dal rifiuto non-implicante di ogni possibilità predicativa da parte di Nāgārjuna: di qualsivoglia cosa non è possibile dire che sia, che non sia, che sia e non sia, che né sia né non-sia (catuṣkoṭi).
La paradossalità degli ultimi due koṭi mostra chiaramente quale sia il fine del metodo critico nāgārjuniano: vale a dire la totale sottrazione della realtà all'ordine dell'intellegibilità. Ciò che i koṭi in esame esprimono, pur nella loro problematicità dal punto di vista logico, è l'estremo tentativo del pensiero discorsivo di costruire una rappresentazione di senso, che viene poi interposta tra sé e il mondo.
La contraddittorietà (terzo koṭi) e l'indeterminabilità (quarto koṭi) di qualcosa sono possibilità che s'inseriscono ancora nell'ambito della pensabilità e, in quanto tali, possono costituire dei filtri che restituiscono la realtà in modo opaco, anziché "così com'è". Ciò che interessa supremamente a Nāgārjuna non è, dunque, l'effettiva ammissibilità logica o la consistenza ontologica di questi koṭi, ma la loro rispondenza alla logica dell'appropriazione della realtà per mezzo di concetti che, pur se problematici, sono nondimeno pensabili.
Anche la śūnyatā dev'essere respinta come concetto, altrimenti andrebbe a costituire un ulteriore punto di vista e, anziché assolvere al fine terapeutico e soteriologico di eliminare ogni ostruzione che impedisce di vedere la realtà così com'è, diventerebbe essa stessa un impedimento rispetto all'attingimento diretto della realtà. In tal caso, la vacuità come strumento non condurrebbe all'esperienza del vuoto, ma, perdendo il suo carattere di mezzo e venendo intesa erroneamente come fine, costituirebbe l'ennesimo baluardo di attaccamento mentale. Chi fa dello strumento usato per togliere di mezzo ogni dṛṣṭi (visione del mondo, punto di vista, teoria) l'ennesima dṛṣṭi è detto "incurabile" (asādhya: MMK XIII, 8). Questo effetto viene paragonato a una medicina che, invece di risolvere una malattia, l'accresce.
L'agone dialettico in cui Nāgārjuna trascina i suoi interlocutori non è conclusivo sul piano teorico, nel senso che non offre una sintesi onnicomprensiva che risolva il conflitto tra i diversi punti di vista (dṛṣṭi), e tuttavia si configura come il necessario luogo di transito per potersi elevare alla consapevolezza dell'insufficienza del pensiero discorsivo a cogliere la tathātā: il pensiero puramente logico-razionale è incapace di rispecchiare fedelmente e definitivamente la realtà, ma questa incapacità va realizzata personalmente e profondamente per poter superare davvero il miraggio della razionalità fondativa e accogliere la realtà così com'è al di fuori della sfera discorsiva e dialettica.
La ragione crea punti di vista antitetici ed è la stessa ragione che, quando sia divenuta critica, diventa capace di cogliere la tensione tra quei punti di vista. L'elevazione al piano critico si verifica quando si coglie che ogni visione, nel momento in cui si pone, istituisce per ciò stesso una contro-visione che le si oppone in misura uguale e contraria. La dialettica nāgārjuniana non produce perciò una teoria risolutiva delle antinomie razionali,  ma eleva alla consapevolezza critica del conflitto che la ragione produce in se stessa.
Poiché Nāgārjuna stesso ammette di non avere alcuna tesi propria, è evidente che la funzione della dialettica che egli mette in campo sia puramente negativa, a motivo del fatto che essa, tra le opposte dicotomie, non opera alcuna sintesi. Così, il superamento del conflitto tra i diversi punti di vista non implica una conciliazione concettuale finale, ma il tacitamento della mente e del discorso, ed è in questo tacitamento che la vacuità si realizza come esperienza concreta anziché come teoria (ontologica o nihilistica), che invero è esattamente ciò che impedisce di fare quell'esperienza. Mostrando l'impossibilità della predicazione, la dialettica mostra l'impossibilità dell'appropriazione concettuale e discorsiva della realtà, e consegna la vacuità non a un discorso, ma al "nobile silenzio", in cui solo è conservata nella sua pienezza e autenticità non-concettuale. Ciò corrisponde alla pacificazione della mente e all'estinzione del pensiero discorsivo che, discriminando, tende all'appropriazione e alimenta il miraggio dell'"io" e del "mio".
La śūnyatā non è dunque l'esito di un intenso sforzo cogitativo, ma ciò che del cogito mostra l'impossibilità di quella presa che esso vorrebbe esercitare nei confronti della realtà, la quale peraltro, in quanto insostanziale e impermanente, non può essere afferrata davvero. All'ignoranza non subentra quindi una conoscenza teorica, ma l'esperienza diretta della vacuità nella visione della stessa, che il Mahāyāna indica col termine composito di prajñā-pāramitā (perfezione della saggezza). Non una teoria, dunque, ma la theoria (contemplazione).
Se l'ordinarietà si caratterizza per il continuo tentativo di attuare una presa sul reale, che trova la sua motivazione principale nell'ignoranza (avidyā), l'esperienza della vacuità, per contro, corrisponde al "mollare la presa", poiché essa rivela l'inconsistenza ontologica sia del soggetto, che tale presa agirebbe, sia dell'oggetto, che tale presa subirebbe. Poiché tutto è vuoto, nulla è afferrabile saldamente; e poiché la vacuità non è altro che l'interdipendenza di tutti i fenomeni e dei loro fattori minimi, afferrare una cosa vorrebbe dire afferrare tutto; ma ciò è impossibile: il linguaggio non è in grado di attuare una tale presa onnicomprensiva. Cercare di definire una parte in modo conclusivo è impossibile: infatti, se niente ha il carattere dell'aseità, ma tutto ha quello dell'abalietà, non è possibile dire cosa sia un oggetto "in" se stesso e "per" se stesso, poiché, invero, nulla esiste autarchicamente, vale a dire in sé per sé.
Tutto rimanda ad altro proprio perché nulla è in sé fondato, ma ogni cosa è data solo nella sua interconnessione con tutto il resto, e in questo continuo rimando ad altro non si trova mai qualcosa che non dipenda da altro che da se stesso: persino saṃsāra e nirvāṇa sono interdipendenti, in quanto ambedue privi di natura propria.
Poiché, dunque, l'esistenza e la costituzione di ogni realtà dipendono in qualche modo da tutto il resto, la separazione ontologica tra "questo" e "quello" non può che essere frutto dell'a-vidyā, cioè del non-vedere l'interconnessione tra "questo" e "quello" e, dunque, la vacuità di questi due termini. Essi non costituiscono ciascuno per conto proprio una identità assoluta, che corrisponde al miraggio della sostanza. La sostanza è l'oblio della funzione costitutiva che la relazione ha nei confronti di qualsiasi realtà: questo c'è solo in virtù del suo rapporto con quello. Senza quello, questo non è; senza questo, quello non è. La relazionalità è costitutiva degli enti: non si dà prima un nucleo sostanziale e poi le relazioni che ad esso ineriscono come accidenti, ma ciò che si dà risulta invece proprio dalle relazioni che lo costituiscono.
Il fatto che ogni realtà si dia solo in quanto interconnessa con altro vuol dire, appunto, che essa non esiste in sé in quanto dotata di una propria sostanza, ma può esistere, esiste, muta e infine svanisce solo in quanto dipendente da un vasto insieme di cause e condizioni. Nulla è (esiste) di per sé; tutto è (esiste) solo in virtù della sua interrelazione con altro da sé. Questo è ciò che s'intende con l'espressione "vacuità di natura propria".
La comprensione profonda dell'insegnamento del Buddha e di Nāgārjuna culmina nel distacco e nell'abbandono dell'insegnamento stesso, talché l'insegnamento più elevato diventa, paradossalmente, quello che si realizza pienamente solo nel silenzio. Dice perciò Nāgārjuna: «Mai, in nessun luogo, nessun Dharma è stato insegnato dal Buddha» (MMK XXV, 24).
Alla nuda realtà, che risulta dall’estinzione dell’istanza di appropriarsi concettualmente di essa e dal tacitamento della correlativa proliferazione discorsiva (prapañca), non si confà nessuna qualificazione. Nulla può essere predicato di essa: né l’essere né il non-essere né l’essere e il non-essere né la negazione di essere e non-essere.
Tale è la "limpida visione" capace di vedere la processualità insostanziale della realtà senza il miraggio ontologico della sostanzialità e della coseità; senza, cioè, la distorsione linguistica che sostituisce al flusso continuamente diveniente e insostanziale di dharma causalmente interagenti delle "cose" provviste di fissità ontologica. La prajñā consiste esattamente in questa visione che, penetrando all'interno dei fenomeni, riconosce la vacuità degli stessi. La verità, che consiste in questo disvelamento della realtà così com'è, non è dunque un prodotto dialettico, ma è ciò che si dà nella pura visione della talità della realtà; quando ciò avviene sono però svanite le nozioni di un io che colga qualcosa (la verità) e la nozione stessa di una verità che sia stata colta. Poiché la conoscenza esperienziale della vacuità implica un totale denudamento del soggetto, essa è data solo come un "conoscere non conoscendo", che è tale in quanto da un lato si dà una conoscenza, dall'altro mancano i concetti presupposti dalla conoscenza, vale a dire il soggetto conoscente, l'oggetto conosciuto e l'atto del conoscere.
Queste distinzioni non hanno più senso nel "nobile silenzio", che è un silenzio che davvero non dice nulla, neppure implicitamente. In altre parole, esso non è il "silenzio eloquente" di uno Śaṅkara, il quale esprime col silenzio l'intuizione dell'identità ontologica tra Ātman e Brahman. Stante tale differenza, il silenzio del Buddha può essere indicato come un silenzio "non proposizionale": esso non dice il nirvāṇa, ma è il nirvāṇa; corrisponde, cioè, all'"estinzione" del pensiero ipostatizzante, della brama, dell'attaccamento, dell'illusione della sostanzialità, delle idee di "io" e "mio" e di ogni "-ismo", compreso lo stesso Buddh-ismo. Così come il linguaggio, anche il Buddismo ha infatti valore strumentale: il linguaggio veicola l'insegnamento buddista, ma sia il linguaggio che l'insegnamento vanno infine superati; non bisogna abbarbicarsi ad essi, ma bisogna comprenderne il valore terapeutico rispetto alla guarigione dalla malattia costituita dal mix di ignoranza, brama e attaccamento. Il Buddha stesso, non a caso, affermò la strumentalità del proprio insegnamento paragonandolo a una zattera che, una volta adempiuto al suo scopo, va abbandonata: "Vi ho mostrato, o monaci, come l’insegnamento sia simile a una zattera, la quale è costruita allo scopo di traghettare e non di mantenercisi attaccati".